# Schlottenhof
Schlottenhof ist ein Gemeindeteil der Stadt Arzberg im Landkreis Wunsiedel im Fichtelgebirge (Oberfranken, Bayern).

## Geografie und Geschichte
Das Dorf Schlottenhof liegt nordöstlich der Kernstadt Arzberg. Der Gemeindeteil grenzt unmittelbar an die Kernstadt.
Vom Ende des 19. Jahrhunderts bis 1964 produzierte in Schlottenhof die Porzellanfabrik Schlottenhof mit bis zu 200 Mitarbeitern Tafel- und dekorative Porzellane.
Im Zuge der Gebietsreform in Bayern wurde Schlottenhof am 1. Januar 1978 nach Arzberg eingemeindet.
Beim Hochwasser im Frühjahr 2018 wurde auch Schlottenhof in Mitleidenschaft gezogen.

### Wappen
Blasonierung: „In silber ein bärtiger Bauer in der Tracht des Sechsämterlandes mit hohem schwarzen Spitzhut, schwarzer Hose, schwarzen Hosenträgern, schwarzen Pantoffeln, rotem Wams, silbernem Hemd und silbernen Strümpfen, in der Linken eine schwarze Mistgabel haltend.“

### Einwohnerentwicklung
- 1910: 746[3]
- 1933: 701
- 1939: 677[4]
- 1961: 759[2]
- 1970: 825[2]
- 1987: 816[5]

## Kultur und Sehenswürdigkeiten – Rittergut Schlottenhof
In dem Dorf befindet sich ein ehemaliges Rittergut und Schloss derer von Benckendorff. Erbaut wurde das damalige Lehnsgut von 1750 bis 1753 unter Verwendung eines älteren Teils von 1600. Künstlerisch interessant ist die aus örtlichen Gründen schiefwinkelige Durchfahrt im südlichen Teil des Traktes. Das Portal hat gefelderte Pilaster mit profilierten Kämpfern und einen ebenfalls gefelderten klassizistischen Torbogen mit betontem Schlussstein. Im Hof befindet sich ein steinernes Brunnenbecken in schlichter Rokokoform. Auf der achtseitigen Brunnensäule ist der „Schlottenhofer Brunnenwastl“ in Egerländer Tracht dargestellt.

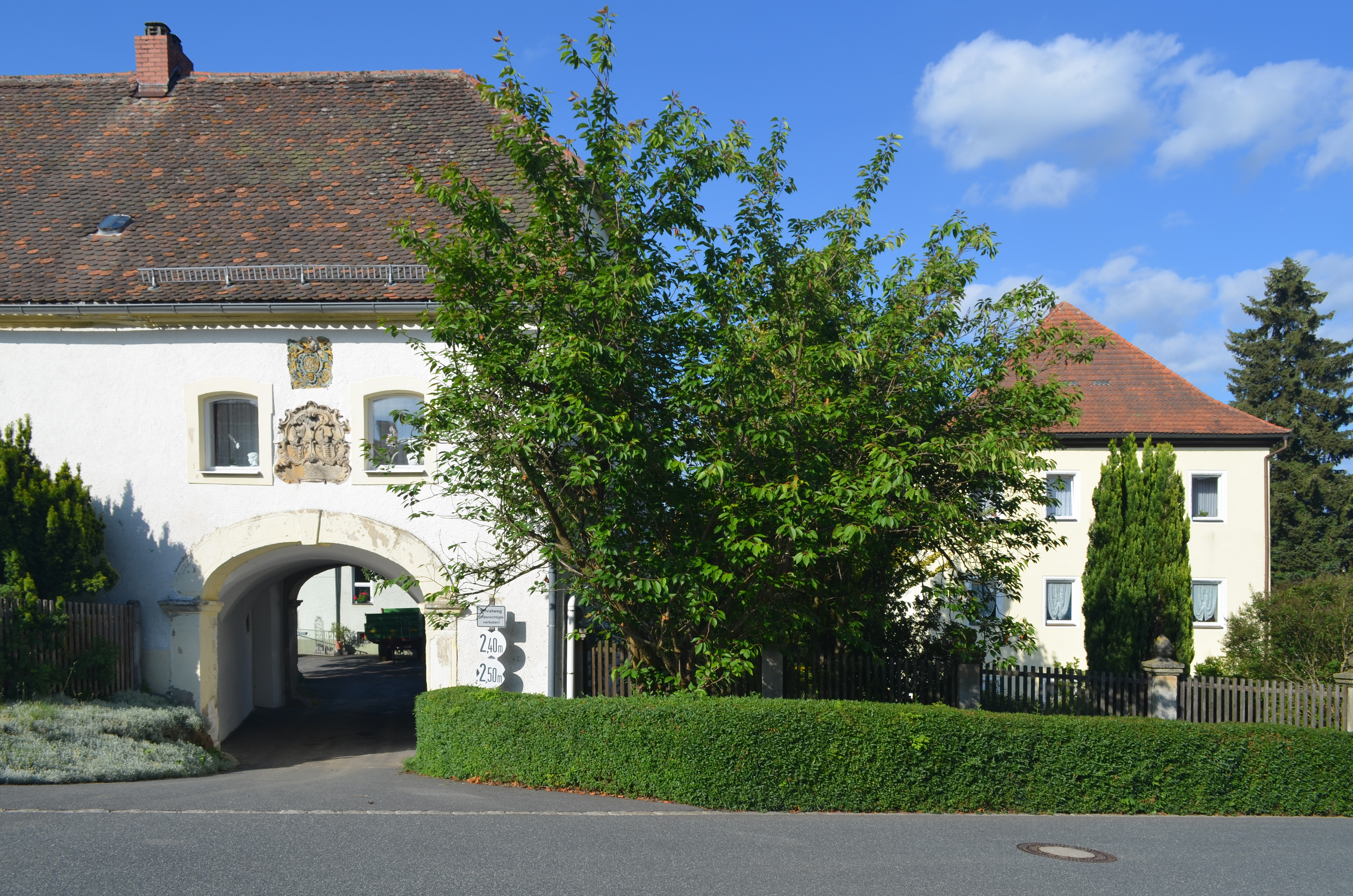
Das Rittergut in Schlottenhof
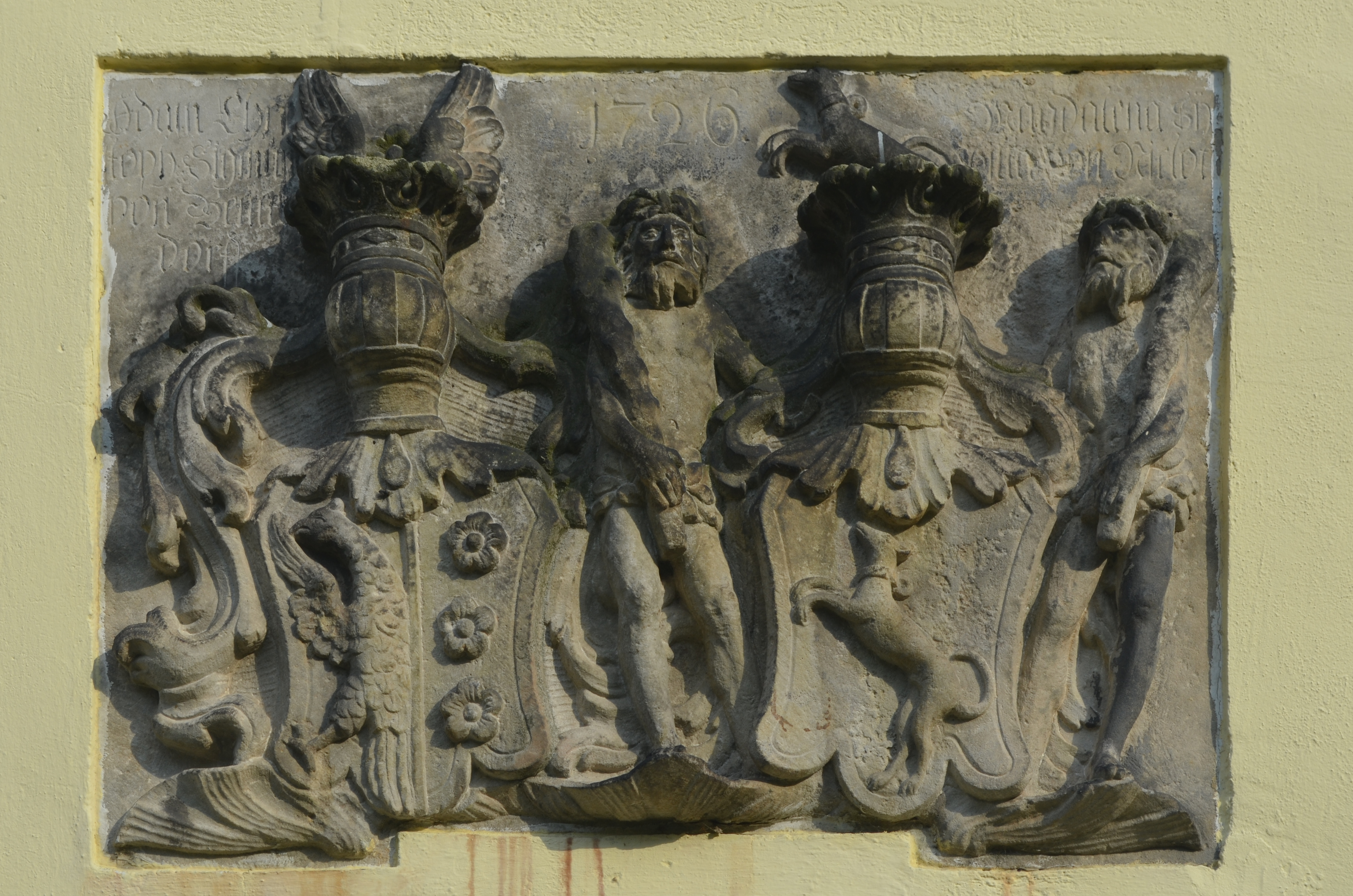
Sandsteinplatte von 1726 über dem Portal des Neuen Schlosses mit dem Ehewappen von Benckendorff und von Niclot
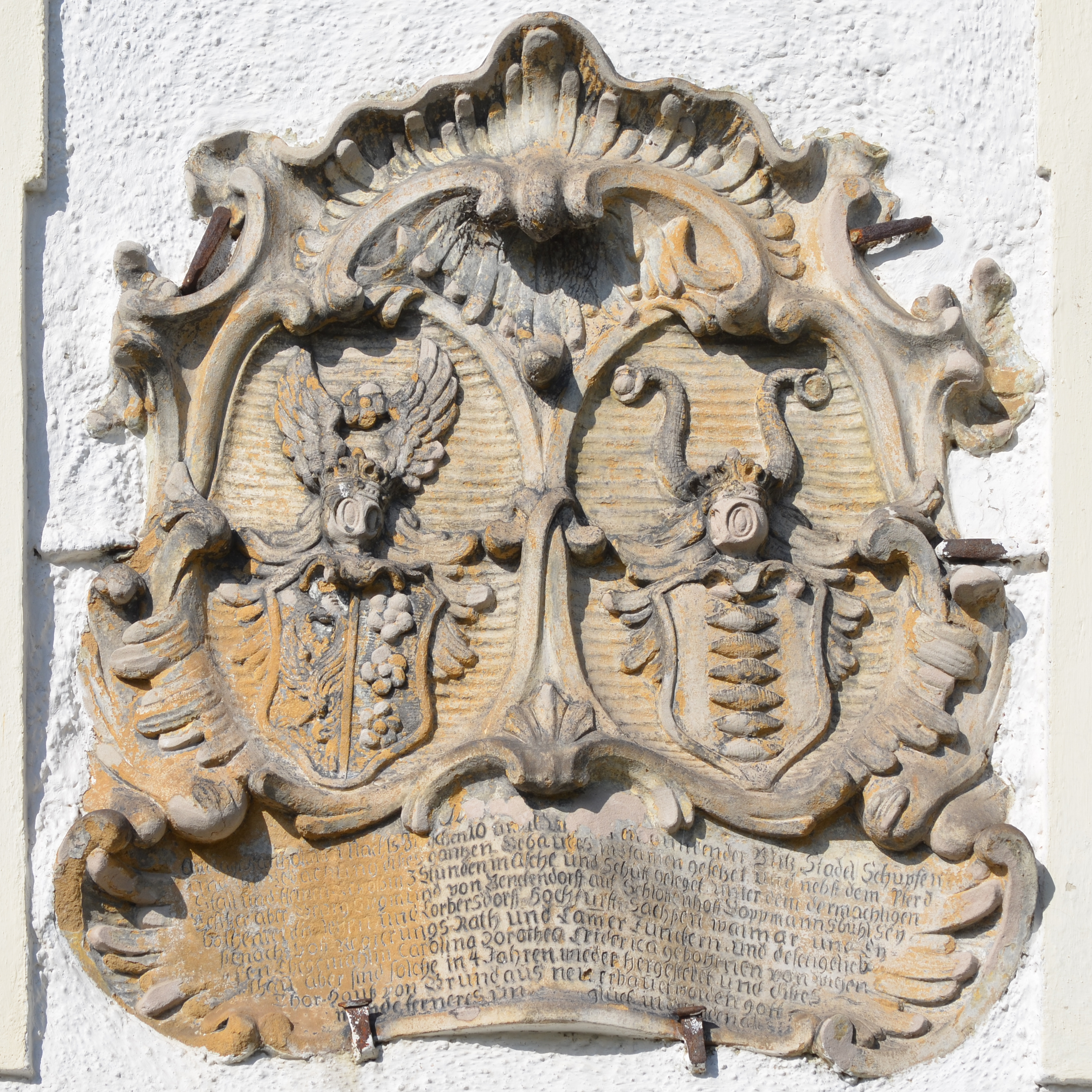
Ehewappen von Benckendorff und von Wiesenthau
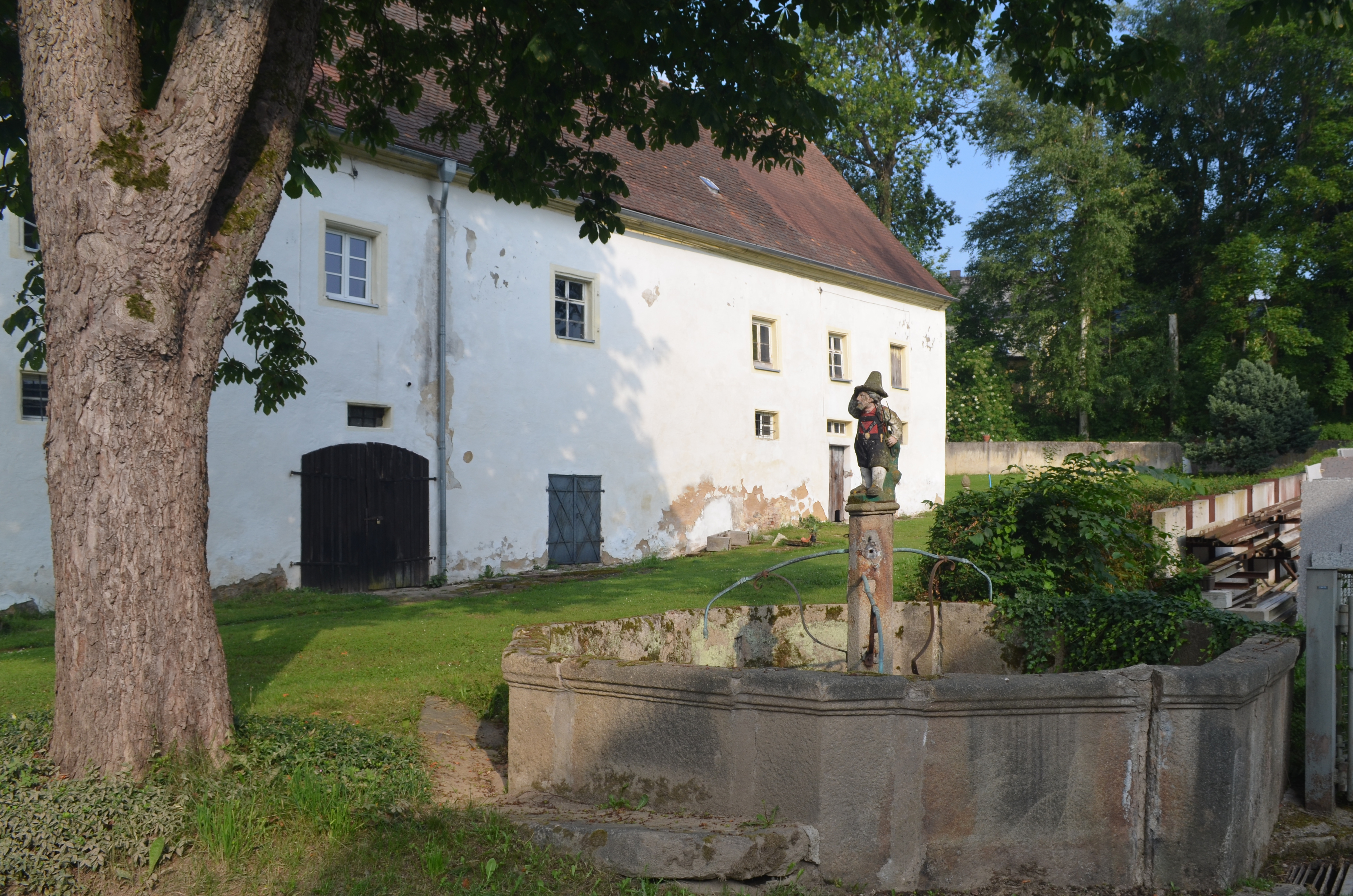
Brunnenbecken

## Verkehr
Die Kreisstraße WUN 18 führt nach Oschwitz bzw. nach Arzberg zur Staatsstraße St 2176.